# 教育改革国民会議
教育改革国民会議（きょういくかいかくこくみんかいぎ、英 National Commission on Educational Reform）は、教育改革について幅広い検討を行うために、時の内閣総理大臣・小渕恵三の決裁によって、2000年（平成12年）3月に設置された私的諮問機関のことである。教育改革国民会議は、森喜朗内閣総理大臣のときまで（2001年4月まで）積極的に開催が続けられ、特に教育基本法の改正、奉仕活動の実施などを検討したことで注目された。

## 概要
教育改革国民会議は、「21世紀の日本を担う創造性の高い人材の育成を目指し、教育の基本に遡って幅広く今後の教育のあり方について検討する」ことを目的として内閣総理大臣が開催する形がとられた。
教育改革国民会議は、内閣総理大臣が集めた有識者（委員）と必要に応じて出席を求められた関係者（オブザーバー、内閣総理大臣補佐官など）によって行われ、同会議に必要な庶務は、内閣官房内閣内政審議室教育改革国民会議担当室で実施された。教育改革国民会議の委員には、26人の有識者が選ばれ、座長には、ノーベル物理学賞受賞者・理学博士（東京大学授与）の江崎玲於奈が、副座長には、ウシオ電機株式会社代表取締役会長の牛尾治朗と大学評価・学位授与機構機構長の木村孟が就いた。
なお、過去に内閣総理大臣の下に作られた教育改革を焦点とした会議体には、1984年（昭和59年）から1987年（昭和62年）の3年間、総理府（現在の内閣府）に設置されて4回の答申を行った臨時教育審議会（臨教審）があり、教育改革国民会議と異なり「公的」な諮問機関とされている。臨時教育審議会の答申は、その後の教育政策の参考にされているが、答申内容の実施については、教育改革国民会議の報告と同様に長期にわたって検討が続けられたものも多かった。

## 経緯

### あらまし
2000年（平成12年）3月24日に小渕恵三内閣総理大臣（当時）の決裁があり、数日後の2000年（平成12年）3月27日に第1回教育改革国民会議が行われている。
2000年（平成12年）7月26日には、分科会で行われた審議の報告が発表され、2000年（平成12年）9月22日には分科会の報告を取りまとめて教育改革国民会議全体としての中間報告が出された。その後、日本各地での「一日教育国民会議」（公聴会）や、委員による小学校・中学校・高等学校の視察が行われた。2000年（平成12年）12月22日には、最終報告として「教育改革国民会議報告　―教育を変える17の提案―」が森喜朗内閣総理大臣（当時）に提出された。7月7日の第4回第1分科会会合では「行政が取り組むべき事」として「子どもを厳しく「飼い馴らす」必要があることを国民にアピールして覚悟してもらう」「「ここで時代が変わった」「変わらないと日本が滅びる」というようなことをアナウンスし、ショック療法を行う」「バーチャル・リアリティは悪であるということをハッキリと言う」などの意見が出た事が判明、話題になった。
最終報告の発表後は、2001年（平成13年）4月2日に第14回会議が開催され、委員には、教育改革に対する政府の取り組み状況の説明がされている。

### 年表
- 2000年（平成12年）3月24日 内閣総理大臣決裁により、教育改革国民会議の開催の格子が定まる。
- 2000年（平成12年）3月27日 第1回教育改革国民会議を開催。
- 2000年（平成12年）5月11日 青少年事件が相次いだため「教育改革国民会議座長緊急アピール」が出される。
- 2000年（平成12年）7月26日 「分科会の審議の報告」を発表。
- 2000年（平成12年）9月22日 「教育改革国民会議中間報告 -教育を変える17の提案-」（中間報告）を発表。
- 2000年（平成12年）10月14日 福岡県にて第1回一日教育改革国民会議を開催。
- 2000年（平成12年）10月21日 大阪府にて第2回一日教育改革国民会議を開催。
- 2000年（平成12年）10月28日 東京都にて第3回一日教育改革国民会議を開催。
- 2000年（平成12年）11月4日 新潟県にて第4回一日教育改革国民会議を開催。
- 2000年（平成12年）11月9日 学校視察（千葉県習志野市立第六中学校）
- 2000年（平成12年）11月16日 学校視察（東京都台東区立根岸小学校、東京都立上野高等学校）
- 2000年（平成12年）12月22日 「教育改革国民会議報告 -教育を変える17の提案-」（最終報告）を発表。
- 2001年（平成13年）4月2日 第14回教育改革国民会議を開催。

## 教育改革国民会議の審議事項
教育改革国民会議では、全体会議と3つの分科会で審議が行われ、次のような「検討事項例」を旨として分担された。
- 横断的事項の検討と改革方策の策定（分科会によらない分担）
  1. 横断的事項の検討
  2. 改革方策の策定
- 第1分科会―人間性―（全委員10名、主査 梶田叡一、副主査 森隆夫）
  1. 人間として日本人としての豊かな人間性の育成
  2. 世界から信頼される良識ある日本人づくり（社会の合意形成とキャンペーン）
  3. 教育理念の再考
- 第2分科会―学校教育―（全委員7名、主査 金子郁容、副主査 田村哲夫）
  1. 選択可能で特色ある学校づくり
  2. 情熱ある優秀な教員の確保と適格性を欠く教員対策
  3. 子どもに目の届く教育環境の整備による基礎基本の徹底
  4. 子どもが教科を好きになる授業づくり
- 第3分科会―創造性―全委員8名、主査 木村孟、副主査 黒田玲子）
  1. 国際的競争力のある大学づくり
  2. 学習意欲を引き出し才能（カスタムメイド）教育
  3. 社会の変化に対応し、国際性のある教育の充実

## 教育改革国民会議報告「教育を変える17の提案」
教育を変える17の提案（きょういくをかえる17のていあん、英 17 Proposals for Changing Education）とは、2000年（平成12年）12月22日に教育改革国民会議が最終報告として森喜朗内閣総理大臣に提出した意見のことである。
「教育を変える17の提案」に示されたことには、専門職大学院の制度をはじめとしてすでに実現した事項もあるが、教員免許状の更新制をはじめとする多くの事項について文部科学省の中央教育審議会などで繰り返し審議が行われている。
教育を変える17の提案における提案内容の概要は、次の通りである。
- 人間性豊かな日本人を育成する 
  - 教育の原点は家庭であることを自覚する
  - 学校は道徳を教えることをためらわない
  - 奉仕活動を全員が行うようにする
  - 問題を起こす子どもへの教育をあいまいにしない
  - 有害情報等から子どもを守る
- 一人ひとりの才能を伸ばし、創造性に富む人間を育成する 
  - 一律主義を改め、個性を伸ばす教育システムを導入する
  - 記憶力偏重を改め、大学入試を多様化する
  - リーダー養成のため、大学・大学院の教育・研究機能を強化する
  - 大学にふさわしい学習を促すシステムを導入する
  - 職業観、勤労観を育む教育を推進する
- 新しい時代に新しい学校づくりを 
  - 教師の意欲や努力が報われ評価される体制をつくる
  - 地域の信頼に応える学校づくりを進める
  - 学校や教育委員会に組織マネジメントの発想を取り入れる
  - 授業を子どもの立場に立った、わかりやすく効果的なものにする
  - 新しいタイプの学校（“コミュニティ・スクール”等）の設置を促進する
- 教育振興基本計画と教育基本法 
  - 教育施策の総合的推進のための教育振興基本計画を
  - 新しい時代にふさわしい教育基本法を

## 委員
- 江崎玲於奈 　（座長、芝浦工業大学学長）
- 浅利慶太 　（劇団四季代表）
- 石原多賀子 　（金沢市教育長）
- 今井佐知子 　（社団法人日本PTA全国協議会会長）
- 上島一泰 　（ウエシマコーヒーフーズ代表取締役社長）
- 牛尾治朗 　（ウシオ電機会長）
- 大宅映子 　（ジャーナリスト）
- 梶田叡一 　（京都ノートルダム女子大学学長）
- 勝田吉太郎 　（鈴鹿国際大学学長・京都大学名誉教授）
- 金子郁容 　（慶應義塾幼稚舎長 ）
- 河合隼雄 　（国際日本文化研究センター所長）
- 河上亮一 　（川越市立城南中学校教諭）
- 木村孟 　（大学評価・学位授与機構長）
- 草野忠義 　（連合副会長）
- グレゴリー・クラーク 　（多摩大学学長）
- 黒田玲子 　（東京大学教授）
- 河野俊二 　（東京海上火災保険取締役会長）
- 曽野綾子 　（日本財団会長、作家）
- 田中成明　（京都大学教授）
- 田村哲夫 　（渋谷教育学園理事長）
- 沈壽官 　（薩摩焼宗家十四代）
- 浜田広 　（リコー会長）
- 藤田英典 　（東京大学教育学部長）
- 森隆夫 　（お茶の水女子大学名誉教授）
- 山折哲雄 　（京都造形芸術大学大学院長）
- 山下泰裕 　（東海大学副学長）